# منتخب كوسوفو لكرة الصالات
منتخب كوسوفو لكرة الصالات هو ممثل كوسوفو الرسمي في المنافسات الدولية في كرة الصالات
.

## وصلات خارجية
- الموقع الرسمي